# Малах-хаїм
Хаїм бен Шломо з Каліша відомий як Хаїм Малах (1650-ті, Каліш — 1716 або 1717) — єврейський релігійний діяч, містик і саббатіанець.
рабин

## Життєпис
Відомо що в 1680-х роках Малах-хаїм жив у Речі Посполитій, де мав славу як видатний талмудист і каббаліст. Багато рабинів і талмудистів вчилися у нього кабалі.
У 1690 році він вирушив до Османщини, де зійшовся з ватажками саббатіанської секти, особливо з секретарем лжемесії (Саббатай Цеві), Самуїлом Прімо. Через короткий час Малах-хаїм покинув Туреччину і вирушив до Європи пропагувати саббатіанство. У Відні мав диспут з рабином Іоною Ландеофером і рабином Мойсеєм-Хаїмом, які були відряджені празьким рабином Авраамом Бродою для цієї мети до Відня. Малах-хаїм відвідав інші єврейські центри в Німеччині та Польщі, де він проповідував про пришестя лжемесіі в 1706 році, через 40 років по вимушеному переході до ісламу, подібно до того, як Мойсей пробув сорок років в ефіопському царстві, перш ніж взявся за звільнення ізраїльського народу від єгипетського ярма.
Проповіді Малаха Хаїма справили сильне враження, особливо в Галичині, де багато громад (Жолкевська, Бучацька, Підгайська), приєднались до саббатіанського руху. Польські рабини за наполяганням рабина Цебі Ашкеназі (חבם צבי) вигнали в 1700 році Малах-хаїма з Польщі. За Малах-хаїмом поїхала маса його шанувальників до Палестини. Деякий час Малах-хаїм жив у Єрусалимі, а після вигнання його звідти зробив подорож Туреччиною. У 1715 році прибув до Амстердаму, а звідти знову вирушив до Польщі, де незабаром і помер.